# InteLex Past Masters
InteLex Past Masters ist ein Verlag für elektronische Publikationen mit Sitz in Charlottesville (USA). Er wurde 1989 von seinem derzeitigen Leiter Mark Rooks gegründet, mit dem Ziel, bedeutende Werkausgaben der Kultur- und Philosophiegeschichte vorzulegen. Anfangs geschah dies auf Computerdisketten, später kamen CD-ROMs und DVD-ROMs hinzu. Neuerdings vertreibt der Verlag die Inhalte über Internetweiterleitungen mit großem Einsatz von Cookies und Tracking. Dafür unterhält der Verlag Vereinbarungen mit Bibliotheken und wissenschaftlichen Institutionen, die die Inhalte ihren Mitgliedern nur online (mit Zugriff auf die in der Bibliothek bzw. Institution residente elektronische Ressource) oder über Weiterleitung auf den speziell geschützten Webbereich von Intelex zur Verfügung stellen sollen. Nach eigenen Angaben unterhält der Verlag Geschäftsbeziehungen mit über 200 wissenschaftlichen Bibliotheken in Nordamerika und Europa sowie mit über 1300 Institutionen weltweit. Es wird in den Bibliotheken immer wieder kontrovers diskutiert, ob ein solches Vorgehen jedenfalls im Bereich alter Werkausgaben nicht an unrechtmäßige Schutzrechtsberühmung („Copyfraud“) grenzt. Manche Bibliotheken verleihen aber auch die physischen Datenträger, sofern sie solche noch haben.
Das Verlagsprogramm wurde stetig ausgebaut und nimmt wohl zu Recht in Anspruch, das umfassendste elektronische Angebot im Bereich klassischer Philosophie zu sein. Auch der Bereich englischer Literatur ist gut gepflegt.